# Spatha
Spatha var en type lange, lige sværd, der målte mellem 0,75 og 1 m, som blev brugt i nogenlunde det område, som Romerriget dækkede fra omkring år 0 og frem til 500-tallet. Senere sværd fra 600-900-tallet, som vikingesværd, er genkendelige videreudviklinger af disse sværd, og fik nogle gange betegnelsen spatha.
Det romerske spatha blev brugt i krig og i gladiatorkampe. Spathaen optræder i litteraturen første gang i Romerriget i det første århundrede efter år 0, hvor det bliver omtalt som et våben i de germanske områder, og derefter gradvist blev standardudrustning blandt det tunge infanteri, og henviste gladius til at blive brugt af det lette infanteri. Spatha erstattede tilsyneladende gladius i de forreste rækker, hvilket gav infanteriet længere rækkevidde, når de stak. Mens sværdet til infanteriet havde en lang spids, så brugte kavaleriet en version med en rundere spids, hvilket forhindrede at rytteren ved en fejl stak sin egen hest eller fod.
Der er blevet gjort mange arkæologiske fund af spathaer i både Storbritannien og Tyskland. Det var et vidt udbredt våben blandt germanske stammer. Det er uklart om det er en videreudvikling af gladius-typen fra Pompeii eller det længere keltiske sværd, eller om det har fungeret som model for de forskellige ridder- og vikingesværd i Europa. Spathaen var fortsat populær under folkevandringstiden. Det udviklede sig til riddersværdet under højmiddelalderen i 1100-tallet.